# Lepo Sumera
Lepo Sumera (Tallinn, 1950. május 8. – Tallinn, 2000. június 2.) észt zeneszerző, zenepedagógus, kulturális miniszter (1988–1992).
Gyermekkora óta zenélt. 1957-től 1964-ig harmonikázni tanult, majd az észt főváros zeneművészeti gimnáziumába járt. Később az Észt Zeneakadémián, Veljo Tormis (* 1930) és 1968-tól Heino Eller (1887–1970) voltak rá nagy hatással. Eller halála után Heino Jürisalu tanította, majd Roman Szemjonovics Ledenjov vezetése alatt posztgraduális képzés keretében (1979–1982) a Moszkvai Konzervatóriumban folytatta tanulmányait. 1978-tól egészen a haláláig zeneszerzést oktatott az Észt Zeneakadémián.
Úttörője volt az elektroakusztikus és számítógépes zenének. Hat szimfóniát és számtalan kamaraművet komponált. Nemzetközileg híressé azonban Cannes-i fesztiválon is díjazott filmzenéi által vált. Észtországban kórusműveiről is ismert. Vendégtanárként Sydney-ben, Glasgow-ban, Oslóban és Svédországban (Norrtälje) is megfordult. Kortárs zenei nyári kurzusokon tanított Darmstadtban és Karlsruhéban, ahol a Művészeti és Médiatechnológiai Központ létrehozásában is aktívan részt vett.
Sumera sokoldalú, zenei leleményességéről is méltán híres zeneszerző volt. 2000-ben bekövetkezett halála mindenkit sokkolt. Feleségétől, a zongoraművész Kersti Einastótól két lánya és egy fia született.

## Legfontosabb művei
- In memoriam (1972)
- 1. szimfónia (1981)
- Pikseloits (1983)
- 2. szimfónia (1984)
- 3. szimfónia (1988)
- Hangverseny zongorára és zenekarra (1989)
- 4. szimfónia: Serena borealis (1992)
- Hobuste ballett (1992)
- Musica tenera (1992)
- 5. szimfónia (1995)
- 6. szimfónia (2000)